# Albania (ort i Caquetá, lat 1,33, long -75,88)
Albania är en ort i Colombia.   Den ligger i departementet Caquetá, i den sydvästra delen av landet, 400 km sydväst om huvudstaden Bogotá. Albania ligger 277 meter över havet och antalet invånare är 4 160.
Terrängen runt Albania är platt åt sydost, men åt nordväst är den kuperad. Runt Albania är det ganska glesbefolkat, med 34 invånare per kvadratkilometer. Albania är det största samhället i trakten. Omgivningarna runt Albania är huvudsakligen savann.